# Людовик Жозеф (дофин Франции)
Людовик Жозеф Ксавье Франсуа (фр. Louis Joseph Xavier François; 22 октября 1781, Версаль — 4 июня 1789, Château de Meudon) — второй ребёнок и старший сын короля Франции Людовика XVI и Марии Антуанетты Австрийской. 

## Рождение
Будучи прямым наследником французского трона, он при рождении получил титул дофина. Желанный ребёнок в семье, так как родился после 11 лет брака Людовика XVI и Марии Антуанетты. Рождение дофина привело к неописуемой радости в Версале.
Один из очевидцев, шведский граф Курт Стединг вспоминает незабываемую картину встречи с графиней Прованской (женой графа Прованского — брата Людовика XVI), которая неслась к покоям свояченицы «настоящим галопом». Из-за возбуждения забыв, что он обращается к женщине, муж которой только что лишился положения предполагаемого наследника, Стединг закричал: «Мадам, дофин! Какая радость!». Маркиз де Бомбель бегал по собственному дому, как сумасшедший, и кричал жене: «Дофин? Дофин! Это возможно? Да, это на самом деле так! Что говорят, что делают в Версале?!» Придворные просто сошли с ума и обожали маленького дофина. Последний раз дофин родился в 1729 году и был сыном Людовика XV.

## Болезнь и смерть
Однако дофин Людовик Жозеф оказался болезненным и слабым ребёнком, что было всегда поводом для постоянного беспокойства короля и королевы. Луи-Жозеф умер в возрасте семи с половиной лет, 4 июня 1789 году, в Мёдоне, из-за туберкулёза. Смерть старшего сына была огромным ударом для короля и королевы. Людовику XVI пришлось пережить ещё один удар — он отказался принимать делегацию Генеральных штатов в день смерти сына и в два следующих дня, сказав, что «это невозможно в моём нынешнем состоянии». Когда они настояли на том, чтобы прибыть к нему 7 июня, Людовик XVI с горечью спросил: «Значит, в третьем сословии нет отцов?»

## Последствия кончины
Смерть дофина послужила одним из толчков, запустивших Французскую революцию. По давней традиции, во время королевского траура никакие общественные и политические собрания не проводились, и 20 июня 1789 года, когда депутаты Генеральных штатов от третьего сословия, которые к тому моменту уже начали называть себя Национальной Ассамблеей, пришли в зал заседаний, они обнаружили его запертым и охраняемым. Не зная об истинной причине закрытия зала и опасаясь королевских репрессий, депутаты собрались в близлежащем зале для игры в мяч и принесли общую клятву не прекращать политической борьбы до тех пор, пока во Франции не будет установлена конституция.
В дальнейшем депутаты продолжали собираться, игнорируя недовольство короля. Не желая терять влияние на события, Людовик XVI был вынужден настоять на участии в собраниях представителей двух других сословий, что впоследствии привело к дальнейшей эскалации политического конфликта.

## Титул и погребение
После его смерти титул дофина перешёл его младшему брату Луи-Шарлю герцогу Нормандскому, который пережил своих отца и мать, но умер в тюрьме в возрасте десяти лет.
Дофин был погребён в аббатстве Сен-Дени, где его могила была осквернена и разрушена в годы Французской революции.

## Увековечение памяти
В его честь в 1785 году был назван округ Дофин (англ. Dauphin County) в штате Пенсильвания, США. В этом округе находится столица штата — Гаррисберг.

## Образ в кино
- «Джефферсон в Париже» (1995)